# 橋本順福
橋本 順福（はしもと のぶよし）は、江戸時代後期の公卿、国学者。地下家でありながら従三位に叙され、公卿となった。

## 生涯
春日潜庵の妻が順福の娘であることから、その碑文を撰した。それによると、安永8年（1779年）には10歳で従五位下に、天明3年（1783年）には14歳で従五位上に叙され、翌年（1784年）には15歳で梅宮大社の祠官となった。
天保14年6月18日（1843年7月15日）、74歳で従三位に叙され、公卿に列せられた。その後非参議として5年半在り続け、弘化5年（嘉永元年、1848年）、79歳で薨去した。

## 系譜
- 父：橋本定該
- 母：星野氏の娘
- 先妻：児島氏の娘
  - 長男：橋本定栄
- 後妻：上田氏の娘
  - 女子：橋本麻子 - 春日潜庵の妻。
  - 女子：他4人。
  - 男子：5人。